# Unruhen in Südkirgisistan 2010

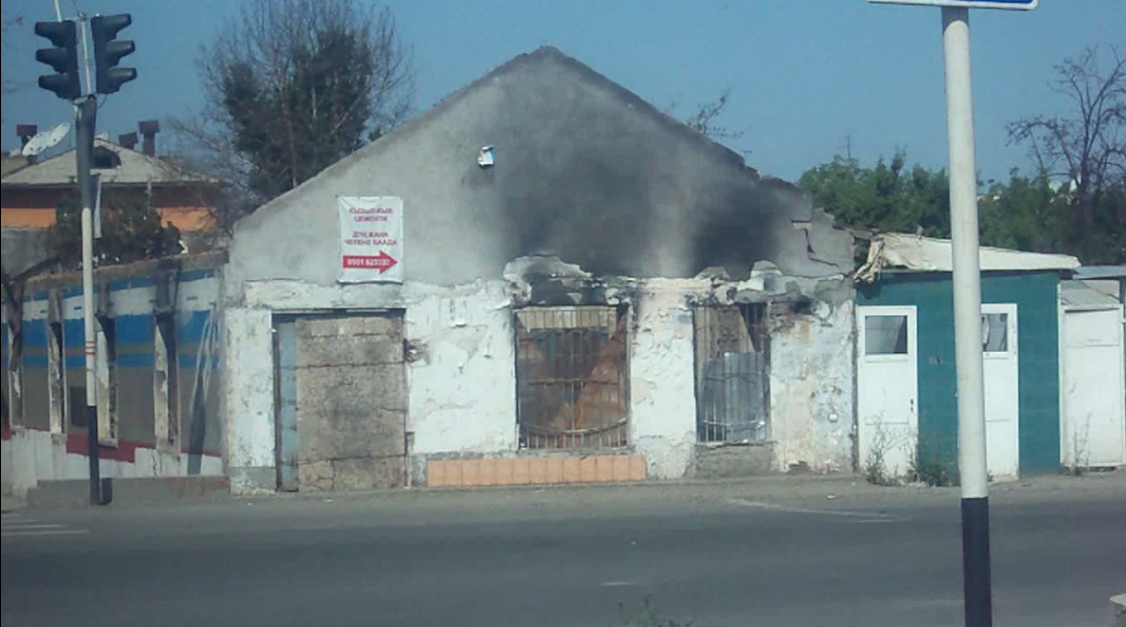
Ein niedergebranntes Haus in Osch ein Jahr nach den Unruhen.

Bei den Unruhen in Südkirgisistan 2010 handelte es sich um die gewalttätigen Auseinandersetzungen zwischen Kirgisen und der ethnischen Minderheit der Usbeken im Süden von Kirgisistan, hauptsächlich in den Städten Osch und Dschalal-Abad.
Die Unruhen eskalierten in der Nacht zum 11. Juni 2010. Die Kampfhandlungen endeten zwischen 15. und 18. Juni.
Bei den Unruhen kamen, je nach Zählweise, zwischen 174 und 2.500 Menschen ums Leben. Die Mehrzahl von ihnen waren Usbeken. Die Zahl der (in der Mehrzahl ebenfalls usbekischen) Flüchtlinge betrug zwischen 400.000 und 1 Million.

## Vorgeschichte
Bereits vor dem Zerfall der Sowjetunion gab es 1990 gewalttätige Auseinandersetzungen zwischen Usbeken und Kirgisen. Bei den sogenannten Unruhen von Osch kamen mindestens 300 Menschen ums Leben. Die durch Streitigkeiten um Land ausgelösten Unruhen bewegten die sowjetische Regierung zu einem Eingreifen, das letztlich den Konflikt beendete.
Die Krise wurde durch Unzufriedenheit wegen Korruption, steigender Preise und fehlender Strategien der Regierung, mit den Folgen der Wirtschaftskrise umzugehen, ausgelöst. Ein Drittel der 5,3 Millionen Einwohner Kirgisistan lebt unter der Armutsgrenze. Durch die Wirtschaftskrise verschärften sich die Probleme durch die verminderten Überweisungen kirgisischer Arbeiter aus Russland.
Auch führten Schmugglerrouten für den lukrativen Handel mit afghanischem Rauschgift durch die Region. So war die Stadt Osch ein wichtiger Drogenhandelsumschlagplatz.
Sowohl die USA als auch Russland unterhielten jeweils eine Militärbasis in Kirgisistan. Beide Basen liegen im Norden in der Nähe der Hauptstadt Bischkek. Seit 1996 baut das Pentagon seine Militärpräsenz in Kirgisistan im Rahmen des Foreign Military Funding kontinuierlich aus.

### Machtergreifung der Übergangsregierung
Bei Demonstrationen gegen die Regierung wurden im April Dutzende Menschen getötet. Der Vorsitzende der Sozialdemokratischen Partei Kirgisistans, Almasbek Atambajew, und weitere Oppositionelle wurden festgenommen. Gleichzeitig verhängte der damalige Präsident Bakijew in Bischkek sowie im Norden des Landes den Ausnahmezustand und eine nächtliche Ausgangssperre.
Die Opposition verkündete am 7. April den Sturz der Regierung und die Einrichtung einer Übergangsregierung unter der Ex-Außenministerin Rosa Otunbajewa. Präsident Bakijew weigerte sich zunächst zurückzutreten und flüchtete in die Stadt Dschalal-Abad, seine Heimatstadt im Süden des Landes.
Im Mai kämpften in Dschalal-Abad Bakijew-Anhänger mit ansässigen Usbeken.

### Der Ex-Präsident

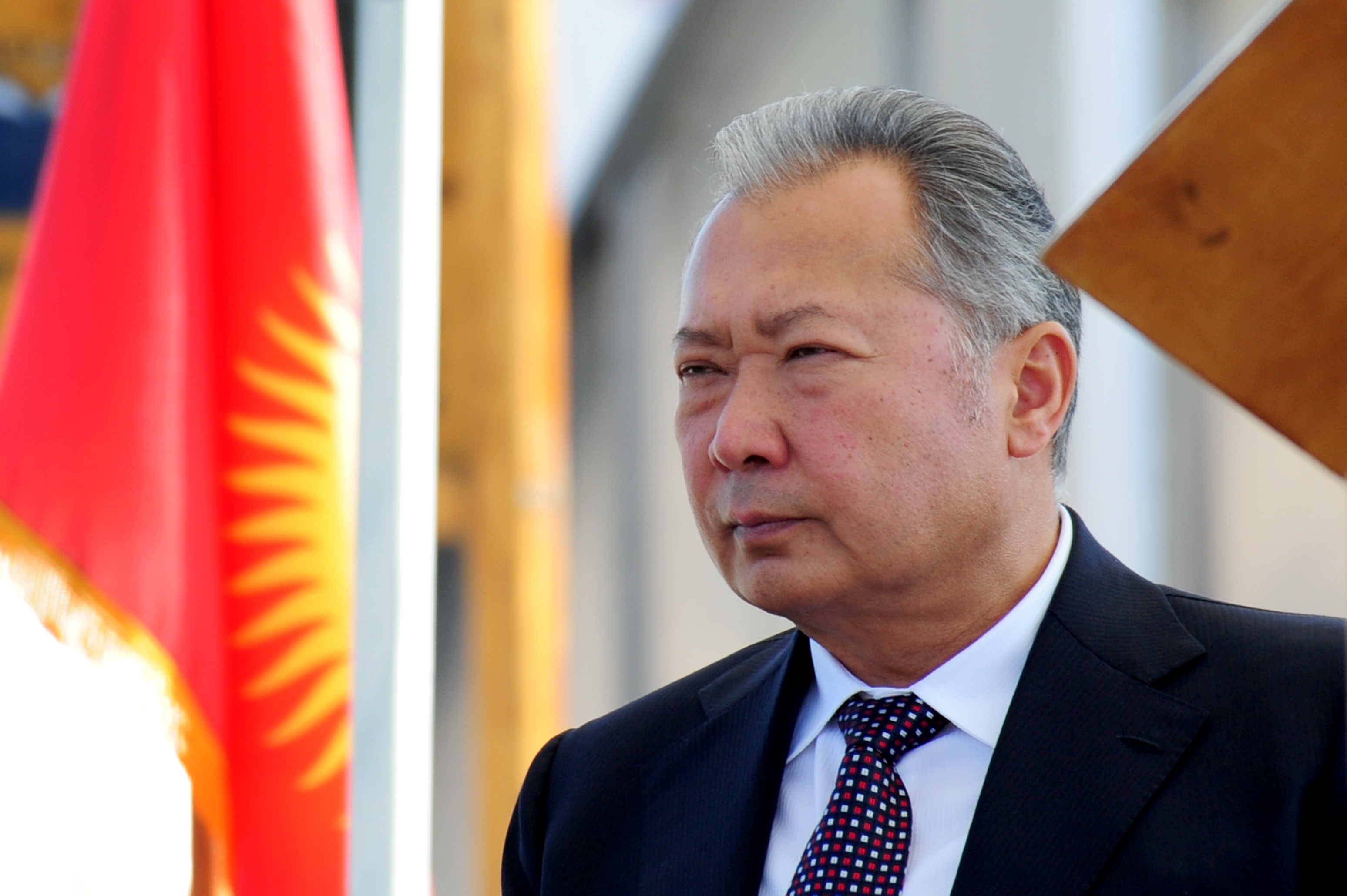
Kurmanbek Bakijew (2009)

Eine Woche nach dem Aufstand in Kirgisistan erklärte der frühere Präsident Kurmanbek Bakijew seinen Rücktritt und setzte sich mit seiner Familie ins benachbarte Kasachstan ab. Nachdem seine Rückkehr vom Parlament abgelehnt worden war, ging er schließlich nach Belarus. Er selbst und Mitglieder seiner Familie werden wegen Mordes an 87 Demonstranten mit internationalem Haftbefehl gesucht.

## Verlauf

### Eskalation
In der Nacht zum 11. Juni eskalierte die Situation. Die Stadt Osch wurde zum Schauplatz von gewalttätigen Ausschreitungen zwischen Kirgisen und der usbekischen Minderheit, bei denen mehrere hundert Menschen den Tod fanden und tausende Menschen verletzt wurden. Brandstifter steckten zahlreiche von Usbeken bewohnte Gebäude in Brand und es kam zu Plünderungen. Die UNO-Menschenrechtskommissarin Navi Pillay berichtete, dass die ersten fünf Angriffe nahezu zeitgleich stattfanden und offenbar abgestimmt, gezielt und gut geplant waren. Nach einem Bericht der Tageszeitung taz soll der Auslöser hingegen gewesen sein, dass eine Gruppe usbekischer Jugendlicher nach einem Diskobesuch um sich geschossen und danach das Mädchenwohnheim der Oscher Staatsuniversität überfallen habe. Der Rektor der Universität in Osch, Mukhtar Orosbekow, sowie die Hausmeisterin der Anlage und zwei Studenten, die nach den Unruhen in die Anlage zurückgekehrt waren, um ihre Habseligkeiten zu holen, widersprechen allerdings. Sie behaupten, dass zwar usbekische Jugendliche vor dem Wohnheim randaliert hätten, aber nicht in das Gebäude eingedrungen seien und es auch zu keinen Vergewaltigungen gekommen sei.
Der stellvertretende kirgisische Sicherheitschef Kubat Baibalow machte am 15. Juni bewaffnete und ausgebildete Männer aus dem angrenzenden Tadschikistan für die Eskalation verantwortlich. Diese tadschikischen, afghanischen und kirgisischen Staatsangehörigen hätten aus einem Auto heraus das Feuer auf Angehörige der kirgisischen und usbekischen Volksgruppe eröffnet, um die Unruhen zu entfachen. Er warf dem ehemaligen Präsidenten Bakijew vor, die Männer beauftragt zu haben.

### Schwere Kämpfe
Angehörige der usbekischen Minderheit verschanzten sich in ihren Wohnvierteln oder flüchteten nach Usbekistan. Die Regierung verhängte den Ausnahmezustand und ermächtigte das Militär, auf Plünderer scharf zu schießen. Die Regierung bat Russland um militärische Hilfe. Russland lehnte dies mit dem Argument ab, es handle sich um eine interne Angelegenheit. Es kündigte in der Folge lediglich an, ein Bataillon Fallschirmjäger zum Schutz seines Luftwaffenstützpunkts in Kant zu schicken.
Bei den Kämpfen kam es zu gegenseitigen Geiselnahmen, um die eigene Sicherheit zu garantieren. Es gab auch Massenvergewaltigungen. Die Sicherheitskräfte kamen ihrer Aufgabe größtenteils nicht nach. So griffen sie meist nicht ein, sondern unterstützten kirgisische Angreifer teilweise logistisch und beteiligten sich auch aktiv an den Angriffen auf Usbeken. Laut Berichten der NGO Human Rights Watch durchbrachen üblicherweise gepanzerte Militärfahrzeuge die Barrikaden, danach wurden die Häuser mit Molotowcocktails und Brandmunition beschossen und schließlich auf die flüchtenden Bewohner gefeuert. Mindestens ein Schützenpanzer wurde vom Mob übernommen.
Am 12. Juni rief die Regierung das Kriegsrecht und eine Teilmobilmachung aus. Rund um die Stadt Osch hörte man Artilleriefeuer und Salven aus automatischen Waffen; in den Krankenhäusern fehlte es an Verbandsmaterial und Blutkonserven. Die Gasversorgung der Stadt wurde abgeschaltet, um Explosionen zu verhindern.
Über das Wochenende weiteten sich die Kämpfe auf Dschalal-Abad aus. Das usbekische Katastrophenministerium sprach von über 75.000 Grenzübertritten von Erwachsenen (Kinder wurden nicht gezählt) in der Region Andijon. Im Ferghanatal errichteten Helfer ein Zeltlager für die Flüchtlinge.
Am 13. Juni erklärte die Regierung, dass sie die Situation nicht mehr unter Kontrolle habe. Teils wurden sogar Usbeken auf den Straßen von kirgisischen Extremisten zusammengetrieben und lebendigen Leibes vor zahlreichen Zuschauern mit Benzin verbrannt. Sie verdächtigt den Expräsidenten Bakijew und dessen Familie, die am 27. Juni geplante Volksabstimmung über eine neue Verfassung verhindern zu wollen. Dieser wies die Vorwürfe kategorisch von sich. Am gleichen Tag nahmen britische Behörden seinen Sohn Maxim Bakijew, der vor dem Sturz einer der reichsten Unternehmer des Landes geworden war, in London fest, als er mit einem Privatflugzeug einreisen wollte. Es existierte ein Telefonmitschnitt vom Mai von ihm, in dem er angab, wie er die Lage in Kirgisistan destabilisieren wollte. Kirgisien forderte, nachdem die Festnahme erst am 16. Juni offiziell bekannt geworden war, seine Auslieferung.
Am 14. Juni meldeten Medien, dass russische Friedenstruppen nun doch im Rahmen der Organisation des Vertrags über kollektive Sicherheit (OVKS) in Osch eingreifen würden. Die usbekische Regierung kündigte an, die Grenzen nach Kirgisistan zu schließen.

### Beruhigung
In der Nacht auf den 15. Juni beruhigte sich die Situation und internationale Organisationen begannen, Hilfsgüter ins Krisengebiet zu liefern, wobei es Beschwerden usbekischer Einwohner über die Verteilungsgerechtigkeit gab. Die Regierung sagte, Gerüchte seien die größte Gefahr in der derzeitigen Lage. Deutschland, das als einziger EU-Staat eine Botschaft in Kirgisistan unterhält, hat währenddessen 89 Ausländer, darunter 40 Europäer sowie 31 US-Amerikaner, außer Landes gebracht. Auch die chinesische Regierung flog 195 ihrer Staatsangehörigen aus. Weitere 600 wollten ebenfalls in Sicherheit gebracht werden.
Belarus lehnte nach eigenen Angaben am 15. Juni einen Auslieferungsantrag der kirgisischen Regierung für Kurmanbek Bakijew ab.
Am 16. Juni war die Lage größtenteils ruhig, auch wenn es in der Nacht Feuergefechte gab. Rettungs- und Sicherheitskräfte sperrten Teile der Städte Osch und Dschalalabad ab. Die Regierung betonte, die Lage nun unter Kontrolle zu haben. Die Hilfe lief nur schleppend an und die Preise für Lebensmittel hatten sich zwischenzeitlich verfünffacht. Teilweise waren usbekische Männer wieder in ihre Heimatorte zurückgekehrt. Die Übergangspräsidentin Otunbajewa bestritt einen ethnischen Hintergrund der Kämpfe und betonte, dass die ganze Bevölkerung betroffen war. Sie gab zu, dass die Armee unzureichend ausgebildet, von Verrätern durchsetzt und zudem monoethnisch sei und kündigte an, in Zukunft auch Angehörige der Usbeken in die Armee eingliedern zu wollen.
Am 18. Juni gab die Übergangspräsidentin Rosa Otunbajewa bekannt, dass russische Soldaten ausgewählte strategische Einrichtungen überwachen würden.
Am 21. Juni war die Situation immer noch angespannt. Die Behörden verlängerten die nächtliche Ausgangssperre in Osch bis zum 25. Juni. Viele Usbeken sahen in den Sicherheitskräften Verbündete des Mobs und verbarrikadierten sich weiter in ihren Häusern und Vierteln. Bei der Räumung der Barrikaden durch die Sicherheitskräfte kam es in der Nacht und am frühen Morgen wieder zu Schusswechseln.
Am 24. Juni teilte der kirgisische Grenzschutz mit, dass fast alle Flüchtlinge aus Usbekistan wieder zurückgekehrt seien. In den Tagen davor hätten 70.000 Menschen die Grenze Richtung Heimat überquert.
Am 27. Juni fand das geplante Verfassungsreferendum statt und wurde laut der offiziellen Wahlkommission mit großer Mehrheit angenommen.

## Aufarbeitung
Am 18. Juni kündigte die Übergangsregierung an, die Straßenschlachten, Morde und Pogrome von einer Kommission untersuchen zu lassen. Zahlreiche Kämpfer mit dem Ziel einer Destabilisierung des Landes, darunter auch Heckenschützen, wurden inhaftiert.
Der kirgisische Geheimdienstchef Kengeschbek Duischöbajew behauptete am 24. Juni, dass die Unruhen von einer Koalition aus Vertretern des Klans rund um Ex-Präsident Bakijew gemeinsam mit Mitgliedern der Islamischen Bewegung Usbekistans (IBU) und der Islamischen Dschihadunion provoziert wurden, legte aber keine Beweise vor. Den Ausführungen seiner Behörde zufolge bezahlten die Bakijews 30 Millionen Dollar für die Einreise von fünfzehn usbekischen Terroristen nach Kirgisistan und deren Tätigkeit als Heckenschützen und Provokateure. Auch führende Mitglieder der usbekischen nationalen Kulturzentren in Osch und Dschalalabad sollten laut dem Bericht beteiligt gewesen sein. Der Bürgerrechtler Edil Bajsalow bestritt die Ausführungen, die seiner Meinung nach nur das Versagen des Geheimdiensts vertuschen sollten.
Der Chef der Generaldirektion für den Wiederaufbau von Osch und Dschalalabad, Zhantaro Satylabdiew, gab bekannt, dass die zerstörten Häuser wieder aufgebaut werden sollen.
Im Juli nahmen Behörden Achmat Bakijew in Südkirgisistan fest. Er ist ein Bruder des gestürzten Präsidenten Kurmanbek Bakijew. Er hatte Waffen bei sich, leistete aber bei der Festnahme keinen Widerstand. Ihm wird vorgeworfen, eine lokale Miliz aufgebaut zu haben, und er galt als Schattengouverneur der Region Dschalalabad.
Der Bürgermeister von Osch Melis Mirsakmatow übernahm in einem Interview mit der russischen Zeitung Kommersant die Verantwortung für die ethnischen Zerstörungen, betonte aber, dass die Usbeken den Konflikt begonnen hätten.
Amnesty International bemängelte im Juni 2011, ein Jahr nach den Unruhen, die fehlende Strafverfolgung der Täter.

### Untersuchung durch Human Rights Watch
Am 16. August veröffentlichte die Organisation Human Rights Watch die erste größere Untersuchung zu den Pogromen. Der Bericht stellt fest, dass die Gewalt in der Nacht vom 10. auf den 11. Juni durch einen Streit zwischen Jugendlichen ausbrach. Die meisten Angriffe der ersten Nacht sind dem Bericht nach von Usbeken ausgegangen, die sich dann hinter Barrikaden verschanzt haben. Der Bericht führt weiters aus, dass Regierungstruppen im großen Maßstab diese Barrikaden geräumt haben und dadurch bewusst oder unbewusst die Pogrome erst ermöglicht haben, indem sie die dahinter verschanzten Wohnviertel nicht beschützt haben. Die Häuser wurden danach angezündet und die Bewohner getötet. Etwa 2000 Häuser, vorwiegend in usbekischen Vierteln, wurden niedergebrannt. Der Bericht kritisiert auch die Voreingenommenheit der Justiz, der einseitige Ermittlungen vorgeworfen wurden. Von den 243 Festgenommenen sind nur 29 Kirgisen. Die Organisation geht von ungefähr 2000 Todesopfern aus.

### Gerichtsverfahren
Obwohl nach offiziellen Zahlen 99 Prozent der zerstörten Häuser Usbeken gehörten und auch 2/3 der Toten usbekischer Herkunft waren, fanden bis Februar 2011 hauptsächlich Verfahren gegen Usbeken statt. Vertreter der EU und der UNO wiesen auf Folter während der Verfahren hin. Es sind auch Fälle bekannt, wo Zuschauer selbstständig in Verfahren eingriffen.

### Internationale Untersuchungskommission (KIC)
Eine Internationale Untersuchungskommission (KIC) untersucht die Geschehnisse, hat aber keinerlei juristische Verfügungsgewalt. Diese ist die Aufgabe der kirgisischen Strafverfolgungsbehörden. Sie wird vom ehemaligen finnischen Abgeordneten Kimmo Kiljunen geleitet.
Am 3. Mai 2011 veröffentlichte die KIC einen Bericht zu den Unruhen, in dem die Zahl der Toten mit 470 angegeben ist. Davon seien 74 Prozent Usbeken. Darin wurden die Geschehnisse als „Verbrechen gegen die Menschlichkeit“ aber nicht als „Kriegsverbrechen“ oder „Genozid“ bezeichnet. Die Kommission forderte von der kirgisischen Regierungen die Einrichtung einer Friedens- und Versöhnungskommission sowie die Beendigung von Folter und einseitiger strafrechtlicher Verfolgung von Usbeken. Nach Ansicht der KIC entstand der Konflikt durch das Machtvakuum nach Rücktritt von Bakijew und die Unterstützung der Übergangsregierung durch die Usbeken. Die Übergangsregierung hätte zu spät eingegriffen und sei ihrer Verpflichtung, ihre Bürger zu schützen, nicht nachgekommen. Das KIC stellte außerdem fest, dass es zu Massenvergewaltigungen usbekischer Frauen gekommen ist und dass keine dritte Partei an dem Konflikt beteiligt war. Usbekische Führer hätten den Konflikt nicht vorbereitet und strebten keine Abspaltung von Kirgisistan an.
Die Kommission fordert die Regierung auf, die Entwendung von Waffen und Panzerwagen der Sicherheitsbehörden zu untersuchen.
Die kirgisische Regierung war der Meinung, die Kommission habe die Ereignisse nicht „adäquat dargestellt“ und sprach von Vorbereitungen der Usbeken vor den Unruhen.

## Opfer
Am 16. Juni sprach das kirgisische Gesundheitsministerium von 176 Toten in Osch. Die kirgisische Regierung gestand allerdings ein, dass die Zahl wahrscheinlich um ein Vielfaches höher liegt. Am 18. Juni sprachen Regierungsvertreter von 2.000–2.500 Toten. Die Zählung gestaltet sich schwierig, da die Begräbnisse traditionell bis zum nächsten Sonnenaufgang stattfinden müssen.
Nach Angaben der Verwaltung der Stadt Osch wurden bei den Kämpfen, bei denen auch Wohnviertel in Brand gesteckt wurden, etwa 70 Prozent der Gebäude beschädigt. Dabei handelte es sich fast ausschließlich um Gebäude in usbekischen Wohnviertel. Häuser und Automobile, die mit Graffiti als kirgisisch markiert waren, wurden üblicherweise verschont.
Die Internationale Untersuchungskommission (KIC) nennt 470 Tote, von denen 74 Prozent Usbeken sind.

### Flüchtlinge
Der Konflikt löste eine große Flüchtlingswelle aus. UNHCR sprach am 16. Juni von bis zu 275.000 Personen auf der Flucht, wobei 90 Prozent der Betroffenen laut UNICEF Frauen und Kinder waren. Tags darauf revidierte das OCHA die Angaben zur Flüchtlingszahl deutlich nach oben und ging von mindestens 400.000 aus. Vertreter von Usbekistan gaben an, 75.000 Flüchtlinge auf ihrem Staatsgebiet zu haben. Die Organisation Ärzte ohne Grenzen sprach von einer Million Betroffenen denen vor allem Trinkwasser und Nahrungsmittel fehlten.

## Internationale Reaktionen
Human Rights Watch forderte eine UN-Intervention bzw. eine Entsendung von OSZE-Polizeieinheiten.
EU-Außenministerin Catherine Ashton bezeichnete die Situation am 14. Juni als „sehr gefährlich“ und forderte eine Konzentration auf die Wiederherstellung der Ordnung. Die EU sagte am 16. Juni fünf Millionen Euro an Hilfsgeldern zu. Das Geld sollte für medizinische Versorgung, Unterkünfte, Wasser und Nahrung der Flüchtlinge ausgegeben und von Nichtregierungsorganisationen und den Vereinten Nationen verteilt werden.
Der deutsche Außenminister Guido Westerwelle rief die Parteien in Kirgisien zur „sofortigen Beendigung der Gewalt“ auf; die deutsche Bundesregierung stellte 500.000 Euro Soforthilfe für Flüchtlinge zur Verfügung. Am 15. Juli besuchte er zusammen mit dem französischen Außenminister Bernard Kouchner Usbekistan sowie Osch und Dschalalabad, bei der sie eine unabhängige internationale Untersuchung der Ereignisse forderten.
Nach Ansicht des usbekischen Präsidenten Islom Karimov sind die Massaker weder von Usbeken noch von Kirgisen, sondern von einer dritten Kraft organisiert worden.

### UNO
UNO-Generalsekretär Ban Ki Moon zeigte sich „alarmiert“ über die Gewalt und die Zahl der Opfer und Flüchtlinge und ließ in Zusammenarbeit mit der OSZE den Bedarf an humanitärer Hilfe ermitteln. Diese verurteilte die Gewalt als „versuchte ethnische Säuberung“ und bestätigte, dass Angehörige der usbekischen Minderheit von gezielten und systematischen Morden und Plünderungen durch kirgisische Gruppen betroffen waren.
Der Sicherheitsrat der Vereinten Nationen verurteilte die offene Gewalt, rief zur Ordnung auf und forderte die Staatengemeinschaft auf, Nahrungs- und Hilfsmittel in das Krisengebiet zu schicken.
Das Welternährungsprogramm begann mit einer Notmission mit Lebensmitteln und logistischer Hilfe und bittet alle beteiligten Kräfte, die Lieferungen nicht zu behindern. Die Welthungerhilfe kündigte an, 100.000 Euro für die Opfer der Unruhen bereitzustellen.

### OSZE
Die OSZE zeigte sich im Juli bereit Polizeieinheiten nach Osch und Dschalalabad zu schicken. Erst sollten laut Herbert Salber (Direktor des OSZE-Zentrums für Krisenprävention) 52 Polizisten für vier Monate entsandt werden denen später 50 weitere folgen sollen. Diese Mission wurde zwar ursprünglich von der kirgisischen Regierung gewollt, konnte aber wegen einer fehlenden Unterschrift der Präsidentin (die bis zum 28. August geleistet hätte werden müssen) nicht durchgeführt werden. Als Hauptgrund wurde angegeben, dass die Sicherheit des OSZE-Personals nicht gewährleistet werden konnte.

### Russland
Das russische Zivilschutzministerium schickte am 16. Juni drei Il-76 mit 130 Tonnen an Hilfslieferungen nach Bischkek. Weitere zwei am 18. Juni und eine am 19. (mit insgesamt etwa 120 Tonnen Hilfslieferungen) nach Usbekistan folgten. Der russische Präsident Dmitri Medwedew äußerte am 24. Juni die Befürchtung, dass Kirgisistan auseinanderbrechen könnte und dieses mit dem Aufstieg radikaler Elemente verbunden sein könnte. Er kritisierte die Unfähigkeit der Übergangsregierung, die Lage unter Kontrolle zu behalten.

### Vereinigte Staaten
Die Vereinigten Staaten entsandten am 16. Juni Robert O. Blake, Jr. als Sonderbotschafter in die Region. Er sollte zuerst nach Taschkent in Usbekistan und von dort an die kirgisische Grenze reisen. Auch das Fergana-Tal stand auf seiner Reiseliste. Es wurden außerdem am 16. Juni 6,5 Millionen Dollar an Hilfsgeldern für die Lebensmittelversorgung der Flüchtlinge bereitgestellt.

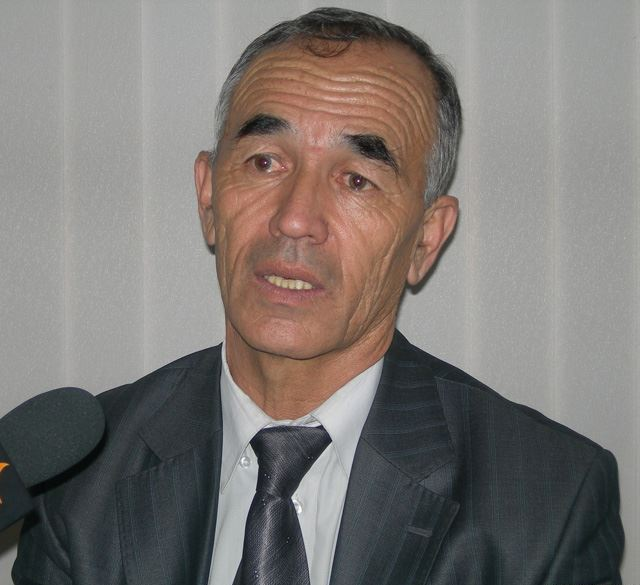
Azimjon Askarov (März 2013)

Am 14. Juli 2015 ehrte das Außenministerium der Vereinigten Staaten den Bürgerrechtsaktivisten und Journalisten Azimjon Askarov mit dem Human Rights Defender Award für seine Dokumentationen der Menschenrechtsverletzungen gegen die usbekische Minderheit während der Unruhen. Der ethnische Usbeke Askarov war zuvor in einem zweifelhaften Prozess zu einer lebenslangen Freiheitsstrafe verurteilt worden. Die kirgisische Regierung reagierte auf die Verleihung unter anderem mit der Kündigung eines seit 1993 geltenden Abkommens über humanitäre Hilfe zwischen den beiden Staaten.